# 君之餘影靜靜搖曳
《君之餘影靜靜搖曳》 是由日本游戏公司Unisonshift: Blossom在2010年5月28日發售的戀愛冒險類型成人游戏。故事主要围绕前作游戏《Flyable Heart》的女主角白鹭茉百合，是关于前作的IF线路故事。

## 剧情

### 设定
本作故事设定在私立凤缭兰学园， 与前作Flyable Heart一致。 进入该学院需要进行背景调查以及严格的考试，有资格入学的学生可以免除学费和生活费用。

### 故事
本作游戏故事集中于前作游戏Flyable Heart的女主角之一的白鹭茉百合， 故事基础在于假设Flyable Heart中事件发生改变后的故事。

## 外部連結
- 官方網站 （页面存档备份，存于） （日語）
- 《君之餘影靜靜搖曳》在視覺小說數據庫的頁面 （英文）